# Defeated
Defeated è un singolo dell'album Heavy Rotation della cantautrice statunitense Anastacia, pubblicato nel 2009.
Il brano è stato scritto da Anastacia, Jonathan "J.R." Rotem e Damon Sharpe ed è stato prodotto dallo stesso J.R. Rotem.

## Tracce
Promo - CD Single Mercury ADEFCDP1 (UMG)
1. Defeated – 3:55

Download digitale
1. Defeated – 3:55

## Classifiche
| Classifica (2009) | Posizione massima |
| ----------------- | ----------------- |
| Russia            | 9                 |
| Ucraina           | 44                |